# Honorato Verdaguer
Honorato Verdaguer (San Juan de las Abadesas, siglo XVIII - Tortosa siglo XIX) fue un organista, compositor y maestro de capilla español.

## Vida
Es poco lo que se conoce de la vida de este compositor. Existía un documento de 1814 en Santa María del Mar transcrito por el musicólogo Francisco Asenjo Barbieri en el que se habla del maestro,

[...] lo señor Honorat Verdaguer, clerge tonsurat, Mestre de Capella del Imperial y Real monastir de la iglesia de Santa María de benedictinas claustrals de al vila de Ripoll, natural de Sant Joan de las Abadesas segon apar de sas comparecencias ab quatre distints actes rebuts en poder de mí [...]
[...] el señor Honorato Verdaguer, clérigo tonsurado, Maestro de Capilla del Imperial y Real monasterio de la iglesia de Santa María de benedictinas claustrales de al villa de Ripoll, natural de San Juan de las Abadesas según aparece en sus comparecencias con cuatro actas distintas recibidas en mi poder [...]

Desgraciadamente la información que envió a la Catedral de Gerona en 1816 —fe de bautismo, certificaciones de destinos, etc.— ha desaparecido. Cuando se ofreció al cabildo de Gerona como maestro de capilla en 1816, ocupaba el magisterio de la iglesia de Santa María de Elche.
El maestro de capilla de la Catedral de Gerona, Rafael Compta, había fallecido hacia 1815, quedando el cargo vacante. Ocuparon sus funciones de forma interina Antonio Guiu en 1815 y, a parir de mayo de 1816, José Quilmetas, el que había sido primer violín durante muchos años. El cabildo gerundense leyó la carta de Verdaguer el 6 de junio de 1816, «Ytem. Se leyó un memorial de D. Honorato Verdaguer[,] Maestro de Capilla de la Insigne Colegiata de Elche, solicitando la plaza de Maestro de Capilla de esta Sta. Ygla. Catedral.» El cabildo debió quedar satisfecho con la información enviada y el 12 de agosto de 1816 fue nombrado para el cargo sin oposición. Hay que tener en cuenta que España había quedado arrasada tras el paso de las tropas napoleónicas e inglesas, y sobre todo, tras el sitio de Gerona, las arcas capitulares habían quedado vacías. Realizar unas oposiciones resultaba caro y tampoco había dinero para atraer a los mejores talentos.
En febrero de 1817 recibió el beneficio de San Pedro y San Pablo, vacante por la renuncia del reverendo Narcís Vicern. Además de las obligaciones habituales del maestro de capilla, el beneficio le daba las de alfuller, que consistían en cantar todos los días en el atril junto con los otros alfullers y chantres las antífonas y responsorios. Participó en el jurado de la oposición que nombró al tenor Francesc Creuet.
Su estancia en Gerona fue muy problemática, tuvo múltiples conflictos tanto con los miembros de la escolanía como con la comunidad de beneficiados. En 1817 los cuatro escolanes se quejaron de que no les enseñaban solfa y de que no les daban suficiente para comer. Como consecuencia, se pusieron por escrito las obligaciones del maestro de capilla, entre ellas:

Primeramente. Leyí las obligaciones que debe cumplir el Maestro de Capilla de esta Sta. Ygla relativas â la enseñanza, y manutencion de los Escolanes de Coro de la misma Sta. Ygla. de quales se ha entregado ya Copia al referido Maestro. Resol. Que queden insertas en las Actas Capitulares.
Actas capitulares de la Catedral de Gerona, 9 de enero de 1819

En el punto cuatro se requería de los músicos que fuesen a casa del maestro a realizar las pruebas de las particelas y Verdaguer se afanó en hacer cumplir las reglas. Los músicos, algunos con muchos años de experiencia, se molestaron por la aplicación estricta de una regla que nunca se había aplicado de esta forma. El cabildo hubo de dar la razón al maestro, aunque dejando la revisión además en manos de Antonio Guiu y José Quilmetas. Finalmente también entró en conflicto con la comunidad de beneficiados. El 19 de septiembre de 1819 hubo un tumulto en la reunión de la comunidad de beneficiados presidida por el canónigo Josep Joan Rodó. Hubo gritos, insultos y silbidos dirigidos contra Rodó, siendo uno de los dos cabecillas de la revuelta Verdaguer.
A raíz de estos conflictos fue expulsado del magisterio gerundense el 7 de octubre de 1819:

[...] que por haver incurrido en la misma grosera nota, y por otras faltas de las que nunca ha querido enmendarse el Maestro de Capilla, el R. Honorato Verdaguer Pbro. sin embargo de repetidas amonestaciones hechas por los SS. Comisarios de Musica, se le separa y remueve del Magisterio de Música, que egercia en la Capilla de Ntra. Sta. Ygla.[...]
Actas capitulares de la Catedral de Gerona, 6 de octubre de 1819

Le permitieron permanecer en la casa durante un mes y le recomendaron escribir una carta de dimisión para preservar su honor. El 22 de octubre Verdaguer ya había abandonado su casa y el 30 de octubre se echaron a faltar algunos papeles de música, por lo que decidió embargarle los muebles hasta que entregase los papeles.
El 2 de marzo de 1820 el cabildo gerundense escribió por última vez a Verdaguer reclamándole que renunciase al beneficio de alfuller. Renunció el 14 de abril del mismo año. En ese momento ya era maestro de capilla de la Catedral de Tortosa. Permanecería en el cargo hasta su fallecimiento.

## Obra
Una parte de su repertorio compositivo se conserva en el fondo musical SEO (Fondo de la iglesia parroquial de San Esteban de Olot), con algunos borradores datados entre 1813 y 1820.
- Alma Redemptoris, antífona para 4 voces y orquesta (1813).
- Contradanzas, (primer tercio siglo XIX).
- Coro. Viva, viva el pan divino, a 4 voces y orquesta (último cuarto del siglo XVIII).
- Gozos â nuestro glorioso Patriarque San Josef â toda Orquesta, a 5 voces y orquesta, (Pues sois santo sin igual...; primer tercio del siglo XIX).
- Letrilla a 3 para las buenas fiestas de Navidad del Señor de 1819, (Ya que hoy en nacido nuestro niño Dios...)
- Magnificado anima mea Dominum, a 4 voces y orquesta (primer tercio siglo XIX).
- Misa a 4 voces, coro y violines, (Kyrie eleison...; primer cuarto siglo XIX).
- Misa de Requiem para los Aniversarios Solemnes, réquiem a 4 voces (Requiem aeternam... ; 1820).[5]
- Motete â dúo Ego sum panis vivus, a 2 voces y orquesta (Ego sum panis...; 1816).
- Recitado y Aria de tenor ô tiple con un coro â la Santísima Virgen de la Cinta, aria para 1 voz, coro y orquesta (Cristianos inflamados...; 1820).
- Recitado y Aria para el Santissimo Sacramto. O christi vera charitas, aria para 1 voz y orquesta (primer cuarto del siglo XIX).
- Responsorio 1mo del 2do Nocturno, a 9 voces y orquesta (Caenantibus illis...; 1818).
- Responsorio Replete sunt omnes Spiritu Sancto, a 8 voces y orquesta (1819).
- Responsorio Vidi speciosam, a 8 voces y orquesta (1819).
- Rosario á 4 vozes, (Padre Nuestro...; primer cuarto del siglo XIX).
- Villancico, responsorio a 4 voces e instrumentos (Accepit Jesus calicem...; 1815).
- Villancico, villancico (Vamos, vamos de la aurora pastorcillos...; 1815).
- Villancico de Nabidad del Señor, a 9 voces y orquesta (Al Dios de la hermosura...; 1818).